# جون فرنش
جون فرنش (بالإنجليزية: John French, 1st Earl of Ypres) كان ضابطًا إنجليزيًا إيرلنديًا في الجيش البريطاني.

## روابط خارجية
- جون فرنش على موقع الموسوعة البريطانية (الإنجليزية)
- جون فرنش على موقع ديسكوغز (الإنجليزية)